# 장다리로
장다리로(장다리路 /Jangdari-ro) 수원시 권선구 세류동 에서 팔달구 우만동를 잇는 도로이다.

## 주요 경유지
경기도
- 수원시 권선구 (세류동 . 권선동) - 팔달구 (인계동 . 우만동)

## 노선
| 이름               | 접속 노선                | 소재지 | 소재지 | 비고           |
| ------------------ | ------------------------ | ------ | ------ | -------------- |
| (이름없음)         | 덕영대로                 | 권선구 | 세류동 |                |
| 장교둑사거리       | 세권로                   | 권선구 | 세류동 |                |
| 상권선사거리       | 권선로                   | 권선구 | 권선동 |                |
| 권선초사거리       | 효원로                   | 권선구 | 권선동 |                |
| 장다리사거리       | 인계로                   | 팔달구 | 인계동 |                |
| 한신아파트앞사거리 | 국도 제1호선 (경수대로)  | 팔달구 | 인계동 |                |
| (이름없음)         | 국도 제42호선 (중부대로) | 팔달구 | 우만동 | 상행 진입 불가 |

## 주요 시설및 건물
- GS25 권선장다리점 (장다리로 1/세류동 1124-3)
- CU 수원세권점 (장다리로 50/세류동 1098)
- GS25 세류시티점 (장다리로 64/세류동 1081)
- 세븐일레븐 권선센터점 (장다리로 88/권선동 992)
- 장대산어린이공원 (장다리로 97/권선동 985)
- 미니스톱 권선중앙점 (장다리로 109/권선동 972-10)
- 세븐일레븐 수원권선본점 (장다리로 122/권선동 958-9)
- CU 수원성광점 (장다리로 245/인계동 968)
- 인계지구대 (장다리로 312/인계동 930-1)
- LG유플러스 수원인계사옥 (장다리로 319/인계동 942-1)